# Mihailo Petrović
Pour les articles homonymes, voir Petrović.
Mihailo Petrović est un footballeur yougoslave d'origine serbe naturalisé autrichien, né le 18 octobre 1957 à Loznica en Yougoslavie (auj. en Serbie). Il évoluait au poste de milieu de terrain. Après sa carrière de joueur, il se reconvertit comme entraîneur. 

## Biographie

### Carrière de joueur
Mihailo Petrović joue en Yougoslavie et en Autriche. Il évolue principalement en faveur de l'Olimpija Ljubljana et du Sturm Graz.
Il dispute un total de 448 matchs en championnat, inscrivant 14 buts. Il joue également quatre matchs en Coupe de l'UEFA.
Il reçoit une sélection en équipe de Yougoslavie lors de l'année 1980.

### Carrière d'entraîneur
Mihailo Petrović entraîne plusieurs équipes en Autriche, en Slovénie et au Japon.

## Palmarès d'entraîneur
- Vice-champion du Japon en 2014 et 2016 avec les Urawa Red Diamonds
- Champion du Japon de D2 en 2008 avec le Sanfrecce Hiroshima
- Finaliste de la Coupe du Japon en 2007 avec le Sanfrecce Hiroshima
- Vainqueur de la Coupe de la Ligue japonaise en 2016 avec les Urawa Red Diamonds
- Finaliste de la Coupe de la Ligue japonaise en 2010 avec le Sanfrecce Hiroshima
- Vainqueur de la Supercoupe du Japon en 2008 avec le Sanfrecce Hiroshima
- Finaliste de la Supercoupe du Japon en 2017 avec les Urawa Red Diamonds